# Élections au Parlement de Catalogne de 1988
Les élections au Parlement de Catalogne de 1988 (en catalan : Eleccions al Parlament de Catalunya de 1988, en espagnol : Elecciones al Parlamento de Cataluña de 1988) se tiennent le dimanche 29 mai 1988, afin d'élire les 135 députés de la IIIe législature du Parlement de Catalogne pour un mandat de quatre ans.

## Mode de scrutin
Le Parlement de Catalogne (Parlament de Catalunya) est une assemblée parlementaire monocamérale constituée de 135 députés (diputats) élu pour une législature de quatre ans au suffrage universel direct selon les règles du scrutin proportionnel d'Hondt par l'ensemble des personnes résidant dans la communauté autonome où résidant momentanément à l'extérieur de celle-ci, si elles en font la demande.
La communauté autonome de Catalogne ne s'étant pas dotée d'une loi électorale propre, la quatrième disposition transitoire du statut d'autonomie dispose que le Parlement est élu dans les mêmes conditions que le Congrès des députés. Elle précise par ailleurs que « Les circonscriptions électorales seront les quatre provinces de Barcelone, Gérone, Lérida et Tarragone. Le Parlement de Catalogne sera composé par 135 députés, desquels la circonscription de Barcelone élira un député pour 50 000 habitants, avec au plus 85 députés. Les circonscriptions de Gérone, Lérida et Tarragone éliront au moins six députés, plus un par tranche de 40 000 habitants, obtenant respectivement 17, 15 et 18 députés. ».
Les bulletins blancs sont considérés comme des suffrages valides, entrant ainsi en ligne de compte dans la détermination des listes ayant franchi le seuil électoral. En revanche, ils ne sont pas considérés comme des suffrages exprimés et ne sont donc pas pris en compte pour la répartition des sièges.

### Présentation des candidatures
Peuvent présenter des candidatures
- les partis ou fédérations politiques enregistrées auprès du registre des partis politiques du ministère de l'Intérieur ;
- les coalitions électorales de ces mêmes partis ou fédérations dûment constituées et inscrites auprès de la commission électorale au plus tard 10 jours après la convocation du scrutin ;
- et les regroupements d'électeurs bénéficiant du parrainage d'au moins 1 % des inscrits de la circonscription.

### Répartition des sièges
Seules les listes ayant recueilli au moins 3 % des suffrages valides — incluant les bulletins blancs — peuvent participer à la répartition des sièges à pourvoir dans une circonscription, qui s'organise en suivant différentes étapes : 
- les listes sont classées en une colonne par ordre décroissant du nombre de suffrages obtenus ;
- les suffrages de chaque liste sont divisés par 1, 2, 3... jusqu'au nombre de députés à élire afin de former un tableau ;
- les mandats sont attribués selon l'ordre décroissant des quotients ainsi obtenus[3].

Lorsque deux listes obtiennent un même quotient, le siège est attribué à celle qui a le plus grand nombre total de voix ; lorsque deux candidatures ont exactement le même nombre total de voix, l'égalité est résolue par tirage au sort et les suivantes de manière alternative.

## Campagne

### Principales forces politiques
| Force politique | Force politique                                                         | Force politique | Chef de file                             | Idéologie                                                       | Résultats en 1984          |
| --------------- | ----------------------------------------------------------------------- | --------------- | ---------------------------------------- | --------------------------------------------------------------- | -------------------------- |
|                 | Convergence et Union Convergència i Unió                                | CiU             | Jordi Pujol (Président de la Généralité) | Centre droit Libéralisme, démocratie chrétienne, catalanisme    | 46,8 % des voix 72 députés |
|                 | Parti des socialistes de Catalogne Partit dels Socialistes de Catalunya | PSC             | Raimon Obiols                            | Centre gauche Social-démocratie, progressisme, catalanisme      | 30,1 % des voix 41 députés |
|                 | Alliance populaire Alianza Popular                                      | AP              | Jorge Fernández Díaz                     | Droite Conservatisme, démocratie chrétienne, unionisme          | 7,7 % des voix 11 députés  |
|                 | Initiative pour la Catalogne Iniciativa per Catalunya                   | IC              | Rafael Ribó (ca)                         | Gauche Écosocialisme, républicanisme, catalanisme               | 9,2 % des voix 6 députés   |
|                 | Gauche républicaine de Catalogne Esquerra Republicana de Catalunya      | ERC             | Joan Hortalà (ca)                        | Gauche Socialisme démocratique, républicanisme, indépendantisme | 4,4 % des voix 5 députés   |
|                 | Centre démocratique et social Centre Democràtic i Social                | CDS             | Antoni Fernández Teixidó (ca)            | Centre Libéralisme, social-libéralisme, démocratie chrétienne   | Absent                     |

## Résultats

### Total régional
| Représentation en hémicycle sur un axe gauche-droite du résultat. |                                                                   |           |       |      |        |               |
| Partis                                                            | Partis                                                            | Voix      | %     | +/-  | Sièges | +/-           |
|                                                                   | Convergence et Union (CiU)                                        | 1 232 514 | 45,72 | 1,08 | 69     | 3             |
|                                                                   | Parti des socialistes de Catalogne (PSC)                          | 802 828   | 29,78 | 0,33 | 42     | 1             |
|                                                                   | Initiative pour la Catalogne (IC)                                 | 209 211   | 7,76  | 1,46 | 9      | 3             |
|                                                                   | Alliance populaire (AP)                                           | 143 241   | 5,31  | 2,39 | 6      | 5             |
|                                                                   | Gauche républicaine de Catalogne (ERC)                            | 111 647   | 4,14  | 0,27 | 6      | 1             |
|                                                                   | Centre démocratique et social (CDS)                               | 103 351   | 3,83  | Abs  | 3      | 3             |
|                                                                   | Alternative verte-Mouvement écologiste de Catalogne (AV MEC) (ca) | 16 346    | 0,61  | Abs  | 0      | en stagnation |
|                                                                   | Autres listes                                                     | 59 851    | 2,22  | –    | 0      | en stagnation |
|                                                                   | Blanc                                                             | 16 946    | 0,63  | 0,13 |        |               |
|                                                                   |                                                                   |           |       |      |        |               |
| Votes valides                                                     | Votes valides                                                     | 2 695 935 | 99,49 |      |        |               |
| Votes nuls                                                        | Votes nuls                                                        | 13 750    | 0,51  |      |        |               |
| Total                                                             | Total                                                             | 2 709 685 | 100   | –    | 135    | en stagnation |
| Abstentions                                                       | Abstentions                                                       | 1 854 704 | 40,63 |      |        |               |
| Inscrits / Participation                                          | Inscrits / Participation                                          | 4 564 389 | 59,37 |      |        |               |

### Par circonscription
| Circonscription | Circonscription | Barcelone | Barcelone | Barcelone | Barcelone     | Gérone  | Gérone  | Gérone | Gérone        | Lérida  | Lérida  | Lérida | Lérida        | Tarragone | Tarragone | Tarragone | Tarragone     |
| --------------- | --------------- | --------- | --------- | --------- | ------------- | ------- | ------- | ------ | ------------- | ------- | ------- | ------ | ------------- | --------- | --------- | --------- | ------------- |
|                 |                 |           |           |           |               |         |         |        |               |         |         |        |               |           |           |           |               |
| Sièges          | Sièges          | 85        | 85        | 85        | en stagnation | 17      | 17      | 17     | en stagnation | 15      | 15      | 15     | en stagnation | 18        | 18        | 18        | en stagnation |
|                 |                 |           |           |           |               |         |         |        |               |         |         |        |               |           |           |           |               |
|                 |                 | Nombre    | Nombre    | %         | %             | Nombre  | Nombre  | %      | %             | Nombre  | Nombre  | %      | %             | Nombre    | Nombre    | %         | %             |
| Inscrits        | Inscrits        | 3 516 800 | 3 516 800 | 100,00    | 100,00        | 368 848 | 368 848 | 100,00 | 100,00        | 278 950 | 278 950 | 100,00 | 100,00        | 399 791   | 399 791   | 100,00    | 100,00        |
| Abstentions     | Abstentions     | 1 456 559 | 1 456 559 | 41,42     | 41,42         | 126 784 | 126 784 | 34,37  | 34,37         | 108 211 | 108 211 | 38,79  | 38,79         | 163 150   | 163 150   | 40,81     | 40,81         |
| Votants         | Votants         | 2 060 241 | 2 060 241 | 58,58     | 58,58         | 242 064 | 242 064 | 65,63  | 65,63         | 170 739 | 170 739 | 61,21  | 61,21         | 236 641   | 236 641   | 59,19     | 59,19         |
| Nuls            | Nuls            | 9 465     | 9 465     | 0,46      | 0,46          | 1 869   | 1 869   | 0,77   | 0,77          | 918     | 918     | 0,54   | 0,54          | 1 498     | 1 498     | 0,63      | 0,63          |
| Exprimés        | Exprimés        | 2 050 776 | 2 050 776 | 99,54     | 99,54         | 240 195 | 240 195 | 99,23  | 99,23         | 169 821 | 169 821 | 99,46  | 99,46         | 235 143   | 235 143   | 99,37     | 99,37         |
|                 |                 |           |           |           |               |         |         |        |               |         |         |        |               |           |           |           |               |
| Partis          | Partis          | Voix      | %         | Sièges    | +/−           | Voix    | %       | Sièges | +/−           | Voix    | %       | Sièges | +/−           | Voix      | %         | Sièges    | +/−           |
|                 | CiU             | 894 120   | 43,60     | 39        | 2             | 135 146 | 56,27   | 11     | en stagnation | 91 381  | 53,81   | 9      | 1             | 111 867   | 47,57     | 10        | en stagnation |
|                 | PSC             | 643 535   | 31,38     | 28        | 1             | 56 765  | 23,63   | 5      | 1             | 39 144  | 23,05   | 4      | 1             | 63 384    | 26,96     | 5         | en stagnation |
|                 | IC              | 180 872   | 8,82      | 8         | 3             | 9 363   | 3,90    | 0      | en stagnation | 6 080   | 3,58    | 0      | en stagnation | 12 896    | 5,48      | 1         | en stagnation |
|                 | AP              | 107 217   | 5,23      | 4         | 3             | 8 941   | 3,72    | 0      | 1             | 10 487  | 6,18    | 1      | en stagnation | 16 596    | 7,06      | 1         | 1             |
|                 | ERC             | 76 099    | 3,71      | 3         | en stagnation | 13 175  | 5,49    | 1      | en stagnation | 10 014  | 5,90    | 1      | en stagnation | 12 359    | 5,26      | 1         | 1             |
|                 | CDS             | 78 927    | 3,85      | 3         | 3             | 7 631   | 3,18    | 0      | en stagnation | 7 285   | 4,29    | 0      | en stagnation | 9 508     | 4,04      | 0         | en stagnation |
|                 | AV MEC          | 11 589    | 0,57      | 0         | en stagnation | 2 228   | 0,93    | 0      | en stagnation | 1 265   | 0,74    | 0      | en stagnation | 1 264     | 0,54      | 0         | en stagnation |
|                 | Autres          | 46 209    | 2,25      |           |               | 5 217   | 2,17    |        |               | 2 871   | 1,69    |        |               | 5 554     | 2,36      |           |               |
|                 | Blanc           | 12 208    | 0,60      | 1 729     | 0,72          | 1 294   | 0,76    | 1 715  | 0,73          |         |         |        |               |           |           |           |               |